# Gary Grant
Gary Grant (Canton, Ohio, 21 de abril de 1965) es un exjugador de baloncesto estadounidense que jugó 13 temporadas en la NBA, y dos más en la liga griega. Con 1,90 metros de altura, lo hacía en la posición de base.

## Trayectoria deportiva

### Universidad
Tras participar en 1984, en su época de high school en el prestigioso McDonald's All American, jugó durante cuatro temporadas con los Wolverines de la Universidad de Míchigan, en las que promedió 17,8 puntos, 3,4 rebotes y 5,7 asistencias por partido. Terminó su carrera como líder histórico en asistencias de los Wolverines (731) y segundo mejor anotador (222). Fue elegido en dos ocasiones en los mejores quintetos absoluto y defensivo de la Big Ten Conference, en 1987 y 1988. Fue incluido además en el primer quinteto All-American en 1988.

### Profesional
Fue elegido en la decimoquinta posición del Draft de la NBA de 1988 por Seattle Supersonics, quienes inmediatamente lo traspasaron junto con una priomera ronda del drat del año siguiente a Los Angeles Clippers a cambio de Michael Cage. En los Clippers jugó 7 temporadas, las cuatro primeras como base titular, siendo la más destacada la temporada 1989-90, en la que promedió 13,1 puntos y 10 asistencias por partido, quinto mejor pasador de toda la liga tras John Stockton, Magic Johnson, Kevin Johnson y Muggsy Bogues.
En la temporada 1996-97 los Clippers renunciaron a sus derechos, fichando como agente libre por los New York Knicks y al año siguiente por Miami Heat.  Tras un breve paso por la CBA y por el Aris Salónica de la liga griega, regresa a la NBA encadenando varios contratos temporales con Portland Trail Blazers. Al inicio de la temporada 2000-01 se vio envuelto en un traspaso a tres bandas en el que se vieron involucrados, además de él, Clarence Weatherspoon, Chris Gatling, Shawn Kemp y Brian Grant, acabando en los Cleveland Cavaliers, equipo que lo descartó antes del comienzo de la competición. Tras un nuevo contrato de 10 días con los Blazers, acabó su carrera profesional de nuevo en la liga griega, jugando una temporada en el Peristeri.

## Estadísticas de su carrera en la NBA

### Temporada regular
| Temporada | Edad | Equipo                 | Liga | P   | TIT | MIN  | TC  | TCA  | %TC  | 3P  | 3PA | %3P  | TL  | TLA | %TL  | R.OF. | R.DEF. | REB | ASIS | ROB | TAP | PER | FP  | PTS  |
| 1988-89   | 23   | Los Angeles Clippers   | NBA  | 71  | 48  | 27.1 | 5.1 | 11.7 | .435 | 0.1 | 0.3 | .227 | 1.7 | 2.3 | .735 | 1.1   | 2.2    | 3.4 | 7.1  | 2.0 | 0.1 | 3.6 | 2.4 | 11.9 |
| 1989-90   | 24   | Los Angeles Clippers   | NBA  | 44  | 44  | 34.8 | 5.5 | 11.8 | .466 | 0.1 | 0.5 | .238 | 2.0 | 2.6 | .779 | 1.3   | 3.1    | 4.4 | 10.0 | 2.5 | 0.1 | 4.7 | 2.7 | 13.1 |
| 1990-91   | 25   | Los Angeles Clippers   | NBA  | 68  | 65  | 31.0 | 3.9 | 8.6  | .451 | 0.1 | 0.6 | .231 | 0.8 | 1.1 | .689 | 1.0   | 2.1    | 3.1 | 8.6  | 1.5 | 0.2 | 3.1 | 2.8 | 8.7  |
| 1991-92   | 26   | Los Angeles Clippers   | NBA  | 78  | 53  | 26.3 | 3.5 | 7.6  | .462 | 0.2 | 0.7 | .294 | 0.6 | 0.7 | .815 | 0.4   | 1.9    | 2.4 | 6.9  | 1.8 | 0.2 | 2.4 | 2.3 | 7.8  |
| 1992-93   | 27   | Los Angeles Clippers   | NBA  | 74  | 8   | 21.9 | 2.8 | 6.4  | .441 | 0.1 | 0.6 | .262 | 0.7 | 1.0 | .743 | 0.4   | 1.5    | 1.9 | 4.8  | 1.4 | 0.1 | 1.7 | 2.3 | 6.6  |
| 1993-94   | 28   | Los Angeles Clippers   | NBA  | 78  | 8   | 19.7 | 3.2 | 7.2  | .449 | 0.2 | 0.8 | .274 | 0.8 | 1.0 | .855 | 0.5   | 1.3    | 1.8 | 3.7  | 1.5 | 0.2 | 1.7 | 1.8 | 7.5  |
| 1994-95   | 29   | Los Angeles Clippers   | NBA  | 33  | 2   | 14.2 | 2.4 | 5.0  | .470 | 0.1 | 0.5 | .250 | 1.4 | 1.7 | .818 | 0.2   | 0.8    | 1.1 | 2.8  | 0.9 | 0.1 | 1.3 | 2.0 | 6.2  |
| 1995-96   | 30   | New York Knicks        | NBA  | 47  | 1   | 12.7 | 1.9 | 3.9  | .486 | 0.2 | 0.5 | .333 | 1.0 | 1.2 | .828 | 0.3   | 0.9    | 1.1 | 1.5  | 0.8 | 0.1 | 1.0 | 1.9 | 4.9  |
| 1996-97   | 31   | Miami Heat             | NBA  | 28  | 0   | 13.0 | 1.4 | 3.9  | .355 | 0.5 | 1.6 | .304 | 0.6 | 0.8 | .818 | 0.3   | 1.1    | 1.4 | 1.6  | 0.6 | 0.0 | 1.0 | 1.4 | 3.9  |
| 1997-98   | 32   | Portland Trail Blazers | NBA  | 22  | 2   | 16.3 | 2.0 | 4.2  | .462 | 0.3 | 0.9 | .368 | 0.5 | 0.6 | .857 | 0.4   | 1.8    | 2.2 | 3.8  | 0.8 | 0.1 | 1.1 | 1.4 | 4.8  |
| 1998-99   | 33   | Portland Trail Blazers | NBA  | 2   | 0   | 3.5  | 0.0 | 0.5  | .000 | 0.0 | 0.0 |      | 0.0 | 0.0 |      | 0.0   | 0.0    | 0.0 | 1.5  | 0.5 | 0.0 | 0.0 | 0.0 | 0.0  |
| 1999-00   | 34   | Portland Trail Blazers | NBA  | 3   | 0   | 8.0  | 2.0 | 4.7  | .429 | 0.0 | 0.0 |      | 0.0 | 0.0 |      | 0.0   | 1.0    | 1.0 | 0.3  | 0.3 | 0.0 | 0.7 | 1.0 | 4.0  |
| 2000-01   | 35   | Portland Trail Blazers | NBA  | 4   | 0   | 4.3  | 1.3 | 1.8  | .714 | 0.0 | 0.0 |      | 0.0 | 0.0 |      | 0.0   | 0.0    | 0.0 | 0.3  | 0.0 | 0.0 | 0.0 | 0.3 | 2.5  |
| Total     |      |                        | NBA  | 552 | 231 | 22.8 | 3.4 | 7.5  | .450 | 0.2 | 0.6 | .278 | 1.0 | 1.3 | .776 | 0.6   | 1.7    | 2.3 | 5.5  | 1.5 | 0.1 | 2.3 | 2.2 | 7.9  |

### Playoffs
| Temporada | Edad | Equipo                 | Liga | P  | MIN | TCA | TC | 3PA | 3P | TLA | TL | R.OF. | REB | ASIS | ROB | TAP | PER | FP | PTS | %TC  | %3P  | %FT   | MIN  | PTS | REB | AST |
| 1991-92   | 26   | Los Angeles Clippers   | NBA  | 5  | 77  | 10  | 21 | 0   | 2  | 2   | 2  | 0     | 4   | 18   | 3   | 2   | 8   | 10 | 22  | .476 | .000 | 1.000 | 15.4 | 4.4 | 0.8 | 3.6 |
| 1992-93   | 27   | Los Angeles Clippers   | NBA  | 5  | 101 | 10  | 31 | 0   | 0  | 1   | 2  | 1     | 2   | 23   | 3   | 0   | 7   | 13 | 21  | .323 |      | .500  | 20.2 | 4.2 | 0.4 | 4.6 |
| 1995-96   | 30   | New York Knicks        | NBA  | 1  | 8   | 2   | 5  | 2   | 3  | 0   | 0  | 2     | 3   | 0    | 1   | 0   | 1   | 0  | 6   | .400 | .667 |       | 8.0  | 6.0 | 3.0 | 0.0 |
| 1997-98   | 32   | Portland Trail Blazers | NBA  | 4  | 27  | 2   | 7  | 1   | 4  | 0   | 0  | 2     | 5   | 7    | 1   | 1   | 2   | 2  | 5   | .286 | .250 |       | 6.8  | 1.3 | 1.3 | 1.8 |
| 1999-00   | 34   | Portland Trail Blazers | NBA  | 2  | 8   | 0   | 2  | 0   | 0  | 1   | 2  | 0     | 0   | 1    | 0   | 0   | 0   | 0  | 1   | .000 |      | .500  | 4.0  | 0.5 | 0.0 | 0.5 |
| Total     |      |                        | NBA  | 17 | 221 | 24  | 66 | 3   | 9  | 4   | 6  | 5     | 14  | 49   | 8   | 3   | 18  | 25 | 55  | .364 | .333 | .667  | 13.0 | 3.2 | 0.8 | 2.9 |